# Ratpenat de cova africà
El ratpenat de cova africà (Miniopterus africanus) és una espècie de ratpenat de la família dels minioptèrids. És endèmic de Kenya. El seu hàbitat natural són els boscos de montà humits tropicals o subtropicals.
És probable que M. africanus sigui un sinònim de Miniopterus inflatus.